# Automodelismo

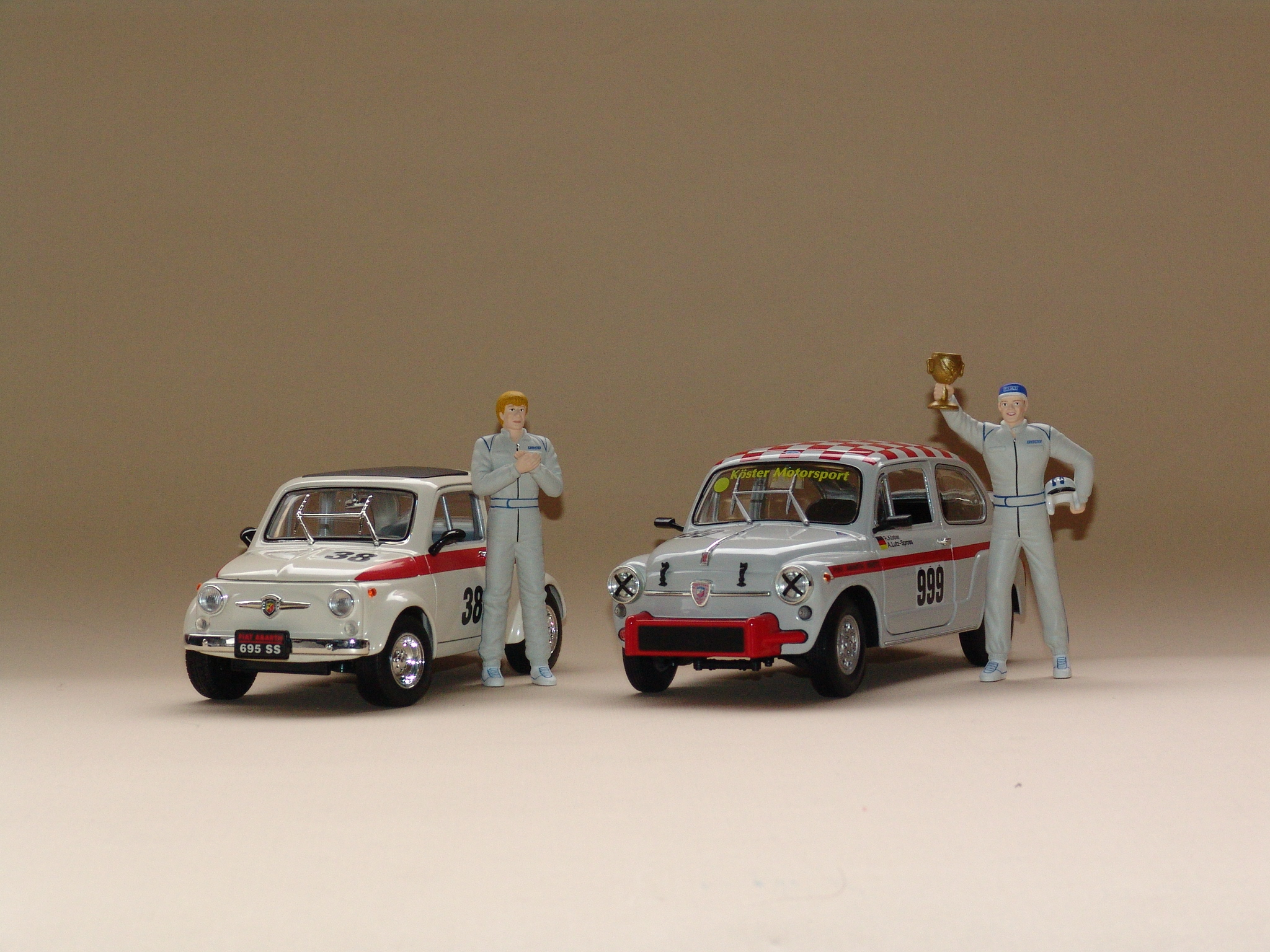
Abarth 695 SS y Fiat 600 a escala 1:18 de Revell con figuras.

El automodelismo se refiere a la creación o colección de automóvil a escala, esto es de la maqueta de un automóvil hecha en un tamaño más pequeño que el real o hipotético. Puede ser tanto una réplica exacta de un modelo real, un modelo ficticio o una mezcla de ambos. Los modelos pueden estar hechos en plástico, resina, o compositor que es una mezcla de polímeros, metal, presentándose ya sea en kits de montaje, también conocidos como "para armar" o los que vienen en "Display", ya armados de fábrica.

## Escalas
Las escalas van desde la 1:5 ("uno a cinco", es decir, 1 quinto del tamaño original) a las de 1:87.
Las escalas más usuales y difundidas mundialmente son:
- 1:8  Son los modelos más caros y más ricos en detalles
- 1:10 utilizada mayoritariamente para motocicletas
- 1:12 actualmente en lo referente a automóviles es una escala en crecimiento debido al actual auge de la resina que permite moldajes más económicos. Fábricas como GT Spirit destacan. Para las reproducciones de motocicletas, tanto para armar como modelos ya terminados que cuentan con la mayoría de sus partes de materiales metálicos y que son también conocidos con el término de "diecisiete". Actualmente una serie de fabricantes realizan modelos de automóviles de muy buena factura destacándose los marca Minichamps que realizan especialmente réplicas del moto GP.
- 1:18 Mayoritariamente automóviles y motocicletas. Es quizás la escala con más adeptos en América.
- 1:24 para los modelos de plástico para armar de automóviles, camiones y slot. También variedad en diecast metálicos.
- 1:32 para modelos para armar de reproducciones de vehículos militares y slot entre otros
- 1:43 Básicamente automóviles y camiones. La escala donde se encuentra quizás la mayor variedad de modelos de Rally, de carreras y de todos los continentes.
- 1:50 para modelos diecast de maquinarias pesadas.
- 1:64 son en la actualidad quizás los más coleccionados dado su bajo precio y gran variedad de modelos, sacrificando eso si los detalles debido a su reducido tamaño
- 1:87 Estos micro modelos se ocupan mucho en lo que es dioramas de coleccionismo de trenes a escala

Un automóvil típico mide aproximadamente 5 cm de largo en 1:87, 7 cm en 1:64, 10 cm en 1:43, 12-15 cm en 1:32, 15-20 cm en 1:24 y 20-25 cm en 1:18. Pueden existir escalas en un tamaño intermedio entre las arriba mencionadas, esto sucede principalmente cuando un fabricante pretende ahorrar costes usando un empaque estandarizado, lo que repercute en que se haga más grande o más pequeña la pieza en cuestión, con tal de llenar el embalaje.

## Algunas variantes
Existen modelos llamados de slot, normalmente de escala 1/24 y 1/32 que tienen motor eléctrico se pueden conducir en pistas ranuradas. Actualmente se comercializan también las pistas llamadas digitales, que permiten una mayor variedad de maniobras.
Los slot tienen un muy buen nivel de acabados y se caracterizan por incluir una réplica del piloto en el asiento del conductor.
Un automóvil a escala que se puede controlar a distancia mediante una radio se denomina automóvil teledirigido.

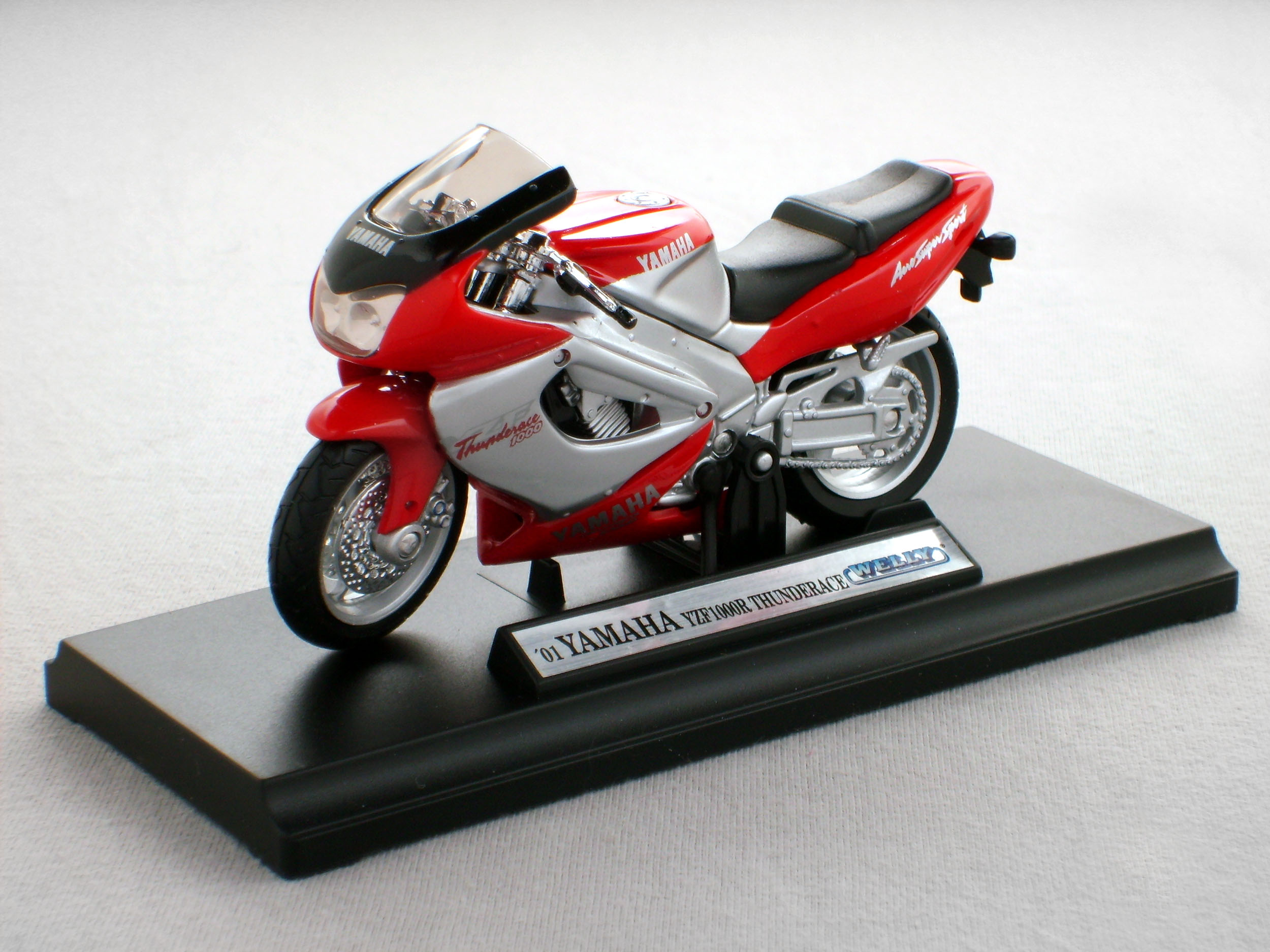
Motocicleta a escala cuyo armazón es metálico con detalles hechos en plástico.

## Calidad
La calidad y generalmente el precio de la réplica viene dada, principalmente, por los materiales utilizados y el mayor grado de detalles y acabados, respetando lo más fielmente el original.
Existen aquellos fabricantes que confeccionan las piezas a mano y que sus artículos pueden llegar a costar varios cientos de dólares. Lo más común es que se realice el ensamblado a mano. Hoy en día la mayor parte de la fabricación de estos artículos se realiza en China, seguramente por lo bajo de la mano de obra, tan incidente en la confección que puede tener más de 1000 piezas distintas ensambladas.

## Fabricación
El sistema de fabricación más popular es el Diecast, que consiste en la fabricación metálica mediante moldaje a presión, con posteriores incrustaciones de materiales plásticos. El metal más utilizado es el zinc en aleación con el plomo. 
Debido al alto valor que ha alcanzado el hierro en el mercado mundial, el valor de estos artículos ha aumentado considerable en los últimos años, haciendo que muchos coleccionistas hayan tenido que ir adaptando su colección a escalas menores, en principio más económicas.
En los últimos años y debido principalmente al alto costo del metal se han comenzado a fabricar autos en resina , los que si bien no permiten generalmente la apertura, tienen un nivel de detalles incluso mejor que los diecast, debido a que sus materialidad permite hacer piezas más delgadas que asemejan en mejor manera la proporción real con el objeto reproducido a escala. Ejemplos de fabricantes son BBR, Ottomobile, GT Spirit . Tanto es así que marcas tradicionales como Minichamps ya dedican líneas especiales con  Resina.

## Fabricantes
El 90% de estas réplicas se realizan actualmente en China para las grandes marcas tales como Maisto, Minichamps, Exoto, Revell, Welly, Signature, Autoart, Kyosho, Road Legends, GMP, Lane, Cararama, Bang, Corgi, Matchbox, Ricko, Burago, Tamiya, etc.
Los principales fabricantes de modelos a escala son:
| - ABC Brianza - ACME - AHC Doorkey - Amalgam - Action Performance - AMT - Anson - Autoart - Autoworld - AWM - Bang - Buby - Barnini - Bburago - Biante Model Cars - B.B.R - Brekina - Busch - Cararama - Classic Carlectables | - Conrad - Code 3 - Corgi - CMC - Danbury Mint - Dinky Toys - Ebbro - Eligor - Ertl - Exoto - Franklin Mint - GMP - Greenlight - Guiloy - Herpa - Highway 61 - Hot Works | - IST Models - Italeri - Ixo - Jada Toys - Jadi - J Colection - Joal - Kinsmart - Kyosho - Lane Exact Detail - Maisto - Majorette - Mattel / Hot Wheels / Matchbox - Minichamps - Mini Miniera - Mira - Model Icons - Model Trans - Mondo Motors - Motor Art | - Motor City Classics - Motor Max - MR Collection models - Muscle Machines - New Ray - Ninco - Norev - Norscot - Nzg - Orange House - Otto Models - Paudi Models - Pilen - Precision Collectibles - Premium ClassiXXs - Profil 24 | - Provence Miniatures - Quartzo - Rastar - Rcertl - Red Line - Replicarz - Revell - Revival - Ricko - Rietze - Río - Scalextric - Scalecarr - Schuco - Shelby Collectibles - Signature - Siku - Sólido - Spark | - Sunnyside - Sun Star - Tamiya - Tomica - Traxxas - Trofeu - True Scale o TSM - Universal Hobbies - UT Models - Vitesse - Welly - Wiking - Yat Ming |  |